# 安德烈·羅西耶
安德烈·羅西耶（法語：Andrée Rosier，法語發音：[ɑ̃dʁe ʁozje]；1978年11月20日—）出生於法國新阿基坦大区大西洋比利牛斯省巴约讷，是一位廚師，也是第一位獲得法國最佳工匠獎的女性得主，她的創業餐廳Les Rosiers也獲得米其林指南一顆星的肯定。

## 生平
安德烈·羅西耶出生在巴斯克地區的農家當中，從小就對烹飪料理感到熱情，1994年她在比亞希茲酒店開始接受培訓，並在那裏取得技職學士的資格，接著在巴拉斯酒店擔任助理廚師的職位，接著她到著名的九星名廚 艾倫·杜卡斯位於摩納哥的「路易十五」繼續深造。
2001年起，位於埃茲的豪華酒店兼餐廳金山羊（法語：La Chèvre d'Or）禮聘她為餐廳主廚，她與米其林二星主廚菲利普·拉貝（法語：Philippe Labbé）一同共事，後來被擢升到內部另一個餐廳 L'Hippocampe 擔任副主廚，也同時和名廚讓-瑪麗·戈捷（法語：Jean-Marie Gautier）與他一起共事，這幾年因為和名廚一起工作，使得她的廚藝在這些年進步飛快。
2007年，當時年僅28歲的安德烈·羅西耶成為第一位獲得法國最佳工匠獎的女性。
2008年，她在比亞里茨創業開設自己的餐廳「Les Rosiers」 ，與丈夫斯特凡纳·罗西耶（法語：Stéphane ROSIER）共同經營。該餐廳於創業的次年，就獲得米其林指南一顆星的肯定。
2019年安德烈·羅西耶獲得法國榮譽軍團勳章。

### 獲獎
- 2007年 法國最佳工匠獎
- 2009年 米其林指南一顆星主廚
- 2019年 法國榮譽軍團勳章

## 相關連結
- Les Rosiers官方網站Andrée Rosier自我介紹 （页面存档备份，存于）